# Октябрьский район (Волгоградская область)
Октя́брьский райо́н — административно-территориальная единица (район) и одноимённое муниципальное образование (муниципальный район) в Волгоградской области России.
Административный центр — посёлок городского типа Октябрьский.

## География
Занимает площадь 3 811,07 тыс. км². На юго-востоке граничит с Республикой Калмыкия, на юго-западе — Котельниковским, на севере — Калачёвским, на северо-востоке — Светлоярским районами Волгоградской области, с запада омывается Цимлянским водохранилищем. По климатическим условиям район расположен в резко засушливой зоне. Территория района в основном находится в междуречье малых рек Аксая Есауловского и Мышкова (обе степные реки впадают в Цимлянское водохранилище).

## История
Освоение степей района началось во второй половине XVIII века когда на этих территориях стали появляться первые поселения, которые заселялись Донскими казаками, переселенцами из центральных областей России и Украины.
С 1894 года началось строительство железной дороги Царицын — Тихорецкая. В 1897 году на 118-й версте от Царицына, на территории 2-го Донского округа области Войска донского, началось строительство каменного здания станции Жутово. 15 сентября 1897 года железная дорога Царицын — Тихорецкая вступила в строй.
В 1913 году вокруг станции находился поселок Новоалексеевка в котором проживало около 300 человек, имелось 50 домов.
В апреле 1918 года Царицынским штабом обороны создается Жутовский боевой участок, командиром которого был назначен Тимофей Петрович Кругляков. В 1919 году поселок переименован в Кругляков. В 1921 году территория района включена в состав Царицынской губернии.
В 1925 году в посёлке создана артель «Красная звезда», открыто почтовое отделение.10 апреля Царицын переименован в Сталинград, а Царицынская губерния в Сталинградскую губернию.
В 1929 году на территории района создаются колхозы. В 1933 году в х. Шестаки организована Жутовская машинно-тракторная станция. Построена телефонная линия от Круглякова до с. Аксай. Открылась Аксайская больница.
В 1937 году был образован Ворошиловский район с центром в с. Аксай в составе Сталинградской области. По данным Сталинградского областного управления народно-хозяйственного учёта на 1 января 1940 года, в состав района входили 21 сельсовет, 100 населённых пунктов.
| Сельсоветы и населённые пункты в 1940 году | Сельсоветы и населённые пункты в 1940 году | Сельсоветы и населённые пункты в 1940 году | Сельсоветы и населённые пункты в 1940 году |
| N п/п                                      | Сельсовет                                  | Населённые пункты в составе сельсовета |                                            |
| ------------------------------------------ | ------------------------------------------ | --- | ------------------------------------------ |
| 1                                          | Абганеровский                              | село Абганерово, станция Абганерово, водокачка, ж. д. будка 84 км, ж. д. будка 93 км, КТФ, хутор Шестаки |                                            |
| 2                                          | Аксайский                                  | село Аксай, станция Гнилоаксайск, колхоз Ильич, КТФ колхоза «Ильича», МТФ колхоза им. Ленина |                                            |
| 3                                          | Антоново-Шестаковский                      | хутор Антонов, станция Жутово (казарма), ж. д. будка 123 км, ж. д. будка 127 км, ж. д. мост 128 км, ж. д. будка 130 км, ж. д. будка 135 км, ж. д. разъезд 140 км, ж. д. будка 143 км, хутор Клыков, хутор Кругляки, хутор Моисеев, хутор Ромашкин, СТФ, хутор Челеков, хутор Шестаки |                                            |
| 4                                          | Васильевский                               | Бригада № 2, хутор Васильевка, КТФ, колхоз «Парижская Коммуна», хутор Рассыпной |                                            |
| 5                                          | Водянский                                  | хутор Водино, ж. д. будка 103 км, разъезд Капкинский |                                            |
| 6                                          | Верхне-Кумской                             | хутор Верхне-Кумской |                                            |
| 7                                          | Гончаровский                               | хутор Гончаровка, МТФ, ОТФ, СТФ |                                            |
| 8                                          | Громославский                              | село Громославка |                                            |
| 9                                          | Жутовский 1-й                              | хутор Жутово 1, ж. д. будка 120 км, ж. д. будка 121 км, разъезд «Заря» |                                            |
| 10                                         | Жутовский 2-й                              | хутор Жутово 2 |                                            |
| 11                                         | Заливский                                  | хутор Водянский, хутора Заливы, Чиков, СТФ |                                            |
| 12                                         | Зетовский                                  | хутора Альмата, Бельтриков, Бутишов, Верхний Шарет, Зеты, Колхозный, Нижний Шарет, Немчит, Татар, Челиков, Цохоров, Элиста |                                            |
| 13                                         | Ивановский                                 | хутор Ивановка, хутор Петропавловка |                                            |
| 14                                         | Каменский                                  | хутор Каменка, ж. д. будка 114 км, ж. д. будка 116 км |                                            |
| 15                                         | Капкинский                                 | хутор Капкинка |                                            |
| 16                                         | Ковалёвский                                | село Ковалёвка |                                            |
| 17                                         | Перегрузинский                             | село Перегрузное |                                            |
| 18                                         | Поселковый совет при совхозе им. Юркина    | Главная усадьба совхоза, кошары Альмата, Божкова № 1, Божкова № 2, Буруста, Дубовая, Ерик, Крутая, Мишкина 1, Мишкина 2, Расширена 1, Расширена 2, Свиная, Сельдин, Татарка, Ухта, Червленая, Шарета, посёлок Кирпичный завод, ферма № 1, ферма № 2                                  |                                            |
| 19                                         | Самохинский                                | хутор Самохино, ОТФ |                                            |
| 20                                         | Тебектенеровский                           | Верхний Хотон, хутор Горозовой, Нижний Хотон, хутор Тебектенеры |                                            |
| 21                                         | Шелестовский                               | МТФ, хутор Шелестово |                                            |

Примечание: полужирным выделены административные центры сельских советов.
В период Сталинградской битвы в 1942 году на территории района шли ожесточенные бои летом, во время наступления немецких войск на Сталинград, в ходе которых погиб штаб 126-й сд РККА (Сражение у разъезда 74-й километр) и в декабре, когда немецкими войсками предпринималась попытка деблокировать окруженную группировку Паулюса силами 4-й танковой армии под командованием Г. Гота (Операция «Винтергевиттер»). Наиболее сильные бои шли в районе хутора Верхне-Кумский и реки Мышкова, завершившиеся победой войск Красной армии. В память об этих событиях ежегодно 26 декабря отмечается День освобождения района от немецко-фашистских захватчиков.
В 1947 году центр района был перенесен в посёлок Кругляков.
В 1949 году ликвидированы Зетовский и Тебектенеровский сельсоветы в связи с выселением в 1941—1943 годах населения калмыцкой национальности в отдаленные районы страны.
В 1950 году в ходе строительства Волго-Донского канала и Цимлянского водохранилища затопляются некоторые села и хутора по левому берегу Дона. Часть двух районов, Верхне-Курмоярского и Нижне-Чирского, входят в состав Ворошиловского района с центром в поселке Кругляков. Население затопляемых территорий переселяется в район.
В результате указанных изменений, по данным Сталинградского областного управления народно-хозяйственного учёта на 1 января 1953 года, район объединял 27 сельсоветов и 53 населённых пункта.
| Сельсоветы и населённые пункты в 1953 году | Сельсоветы и населённые пункты в 1953 году | Сельсоветы и населённые пункты в 1953 году                                         | Сельсоветы и населённые пункты в 1953 году |
| N п/п                                      | Сельсовет                                  | Населённые пункты в составе сельсовета                                             |                                            |
| ------------------------------------------ | ------------------------------------------ | ---------------------------------------------------------------------------------- | ------------------------------------------ |
| 1                                          | Абганеровский                              | село Абганерово, станция Абганерово, посёлок Мишкино                               |                                            |
| 2                                          | Аксайский                                  | село Аксай, станция Гнилоаксайск, посёлок Ильича                                   |                                            |
| 3                                          | Антоново-Шестаковский                      | хутор Антонов, посёлок Кругляки, хутора Ромашкин, Челиков, Шестаки, разъезд 140 км |                                            |
| 4                                          | Васильевский                               | хутор Васильевка                                                                   |                                            |
| 5                                          | Водянский                                  | хутор Водино                                                                       |                                            |
| 6                                          | Верхне-Кумской                             | хутор Верхне-Кумской, посёлок 8 Марта, Кормосовхоз № 2                             |                                            |
| 7                                          | Верхне-Рубеженской                         | село Верхне-Рубеженка                                                              |                                            |
| 8                                          | Гончаровский                               | селоГончаровка                                                                     |                                            |
| 9                                          | Громославский                              | село Громославка                                                                   |                                            |
| 10                                         | Жутовский 1-й                              | хутор Жутово 1, разъезд «Заря»                                                     |                                            |
| 11                                         | Жутовский 2-й                              | хутор Жутово 2                                                                     |                                            |
| 12                                         | Заливский                                  | хутор Водянский, хутора Заливы, Клыковский, Моисеев, Чико-Водянский                |                                            |
| 13                                         | Ивановский                                 | хутор Ивановка, хутор Петропавловка, посёлок Парижская Коммуна                     |                                            |
| 14                                         | Ильмень-Суворовский                        | хутор Ильмень-Суворовка                                                            |                                            |
| 15                                         | Каменский                                  | хутор Каменка                                                                      |                                            |
| 16                                         | Капкинский                                 | хутор Капкинка                                                                     |                                            |
| 17                                         | Ковалёвский                                | село Ковалёвка                                                                     |                                            |
| 18                                         | Молокановский                              | хутор Молокановка                                                                  |                                            |
| 19                                         | Нижне-Кумский                              | хутор Нижне-Кумский, посёлок Новый путь труда                                      |                                            |
| 20                                         | Ново-Аксайский                             | хутор Ново-Аксай                                                                   |                                            |
| 21                                         | Перегрузенский                             | село Перегрузное                                                                   |                                            |
| 22                                         | Поселковый                                 | центральная усадьба, ферма № 1, ферма № 2, ферма № 3                               |                                            |
| 23                                         | Ромашкинский                               | хутор Ромашкин                                                                     |                                            |
| 24                                         | Самохинский                                | хутор Самохино                                                                     |                                            |
| 25                                         | Черноморовский                             | хутор Черноморов                                                                   |                                            |
| 26                                         | Шебалиновский                              | хутора Шебалино, Пчелино, Рабочий поселок                                          |                                            |
| 21                                         | Шелестовский                               | село Шелестово                                                                     |                                            |

Примечание: полужирным выделены административные центры сельских советов.
С 29 ноября 1957 года посёлок Кругляков переименован в Октябрьский, а Ворошиловский район в Октябрьский район.
С 21 мая 1959 года поселок Октябрьский имеет статус рабочего поселка.
С 26 декабря 1962 года Октябрьский район Волгоградской области был объединен с Котельниковский районом Волгоградской области. Объединённый район назывался Октябрьским районом Волгоградской области с центром в рабочем поселке Октябрьском.
С апреля 1964 года из состава Октябрьского района был выделен, в старых границах, Котельниковский район. Октябрьский район остался в границах 1962 года, с центром в рабочем поселке Октябрьском. В 1965 году из Октябрьского в Светлоярский район передан Привольненский сельсовет.

## Население
Распределение населения района
 Октябрьский (29,36 %) Абганерово (7,17 %) Антонов (7,13 %) Аксай (7,54 %) Шелестово (4,4 %) Заливский (4,33 %) Ильмень-Суворовский (3,81 %) Шебалино (3,69 %) Жутово 2-е (3,65 %) Новоаксайский (3,59 %) Остальные (25,33 %)
| 1939    | 1959    | 1970    | 1979    | 1989    | 2002    | 2009    | 2010    | 2011    |
| ------- | ------- | ------- | ------- | ------- | ------- | ------- | ------- | ------- |
| 22 705  | ↗26 063 | ↗27 718 | ↘26 756 | ↘25 315 | ↘24 348 | ↘21 794 | ↘21 760 | ↘21 696 |
| 2012    | 2013    | 2014    | 2015    | 2016    | 2017    | 2018    | 2019    | 2020    |
| ↘21 477 | ↘21 292 | ↘20 990 | ↘20 784 | ↘20 556 | ↘20 371 | ↘20 137 | ↘19 878 | ↘19 552 |
| 2021    |         |         |         |         |         |         |         |         |
| ↗20 676 |         |         |         |         |         |         |         |         |

### Урбанизация
В городских условиях (пгт Октябрьский) проживают 29.36 % населения района.

### Гендерный состав
Мужчин — 47,3 %, женщин — 52,7 %.

### Национальный состав
| Народ      | 1939 год чел   | 2002 год чел.    | 2010 год чел.    |
| ---------- | -------------- | ---------------- | ---------------- |
| Русские    | 21 217 (93,4%) | ↘ 21 060 (86,5%) | ↘ 18 919 (88,2%) |
| Чеченцы    | —              | ↗ 1140 (4,7 %)   | ↘ 984 (4,5 %)    |
| Марийцы    | —              | ↗ 383 (1,6 %)    | ↘ 283 (1,3 %)    |
| Украинцы   | —              | ↗ 477 (2,0 %)    | ↘ 279 (1,3 %)    |
| Калмыки    | 1 055 (4,6 %)  | —                | —                |
| Другие     | 433            | ↗ 1 288          | ↗ 1 295          |
| Не указали | —              | 6                | 146              |
| Всего      | 22 705         | 24 348           | 21 760           |

По итогам переписи населения 2020 года проживали следующие национальности (национальности менее 0,1 % и другое см. в сноске к строке «Другие»):
| Национальность | Численность, чел. | Доля     |
| -------------- | ----------------- | -------- |
| Русские        | 18 441            | 89,19 %  |
| Чеченцы        | 940               | 4,55 %   |
| Армяне         | 203               | 0,98 %   |
| Марийцы        | 137               | 0,66 %   |
| Даргинцы       | 135               | 0,65 %   |
| Украинцы       | 113               | 0,55 %   |
| Курды          | 95                | 0,46 %   |
| Калмыки        | 43                | 0,21 %   |
| Татары         | 37                | 0,18 %   |
| Казахи         | 27                | 0,13 %   |
| Азербайджанцы  | 26                | 0,13 %   |
| Чуваши         | 25                | 0,12 %   |
| Белорусы       | 24                | 0,12 %   |
| Аварцы         | 23                | 0,11 %   |
| Другие         | 407               | 1,96 %   |
| Итого          | 20 676            | 100,00 % |

## Муниципально-территориальное устройство
В Октябрьском муниципальном районе выделяются 16 муниципальных образований, в том числе 1 городское поселение и 15 сельских поселений:
| №  | Муниципальное образование             | Административный центр      | Количество населённых пунктов | Население (чел.) | Площадь (км²) |
| -- | ------------------------------------- | --------------------------- | ----------------------------- | ---------------- | ------------- |
| 1  | городское поселение р. п. Октябрьский | рабочий посёлок Октябрьский | 1                             | ↗6071            | 10,29         |
| 2  | Абганеровское сельское поселение      | село Абганерово             | 1                             | ↘1483            | 381,84        |
| 3  | Аксайское сельское поселение          | село Аксай                  | 2                             | ↘1380            | 298,00        |
| 4  | Антоновское сельское поселение        | хутор Антонов               | 1                             | ↘1475            | 197,86        |
| 5  | Васильевское сельское поселение       | село Васильевка             | 2                             | ↘387             | 193,18        |
| 6  | Громославское сельское поселение      | село Громославка            | 1                             | ↗506             | 169,72        |
| 7  | Жутовское сельское поселение          | село Жутово 2-е             | 2                             | ↘853             | 206,03        |
| 8  | Заливское сельское поселение          | хутор Заливский             | 3                             | ↘1366            | 265,90        |
| 9  | Ивановское сельское поселение         | село Ивановка               | 1                             | ↘474             | 134,89        |
| 10 | Ильменское сельское поселение         | хутор Ильмень-Суворовский   | 3                             | ↘1101            | 297,34        |
| 11 | Ковалёвское сельское поселение        | село Жутово 1-е             | 3                             | ↘913             | 243,79        |
| 12 | Новоаксайское сельское поселение      | хутор Новоаксайский         | 2                             | ↘643             | 532,63        |
| 13 | Перегрузненское сельское поселение    | село Перегрузное            | 1                             | ↘628             | 122,17        |
| 14 | Советское сельское поселение          | посёлок Советский           | 2                             | ↘415             | 132,90        |
| 15 | Шебалиновское сельское поселение      | хутор Шебалино              | 3                             | ↘1064            | 258,89        |
| 16 | Шелестовское сельское поселение       | село Шелестово              | 3                             | ↘1111            | 365,65        |

## Населённые пункты
В Октябрьский район входит 31 населённый пункт.
| №  | Населённый пункт    | Тип             | Население | Муниципальное образование             |
| -- | ------------------- | --------------- | --------- | ------------------------------------- |
| 1  | Абганерово          | село            | ↘1483     | Абганеровское сельское поселение      |
| 2  | Аксай               | село            | 1559      | Аксайское сельское поселение          |
| 3  | Антонов             | хутор           | ↘1475     | Антоновское сельское поселение        |
| 4  | Васильевка          | село            | ↘411      | Васильевское сельское поселение       |
| 5  | Верхнекумский       | хутор           | ↘190      | Советское сельское поселение          |
| 6  | Верхнерубежный      | хутор           | ↘243      | Ильменское сельское поселение         |
| 7  | Водино              | село            | ↘147      | Шелестовское сельское поселение       |
| 8  | Водянский           | хутор           | ↘248      | Заливское сельское поселение          |
| 9  | Гончаровка          | село            | 246       | Шелестовское сельское поселение       |
| 10 | Громославка         | село            | ↗506      | Громославское сельское поселение      |
| 11 | Жутово 1-е          | село            | 566       | Ковалёвское сельское поселение        |
| 12 | Жутово 2-е          | село            | 754       | Жутовское сельское поселение          |
| 13 | Заливский           | хутор           | ↗896      | Заливское сельское поселение          |
| 14 | Ивановка            | село            | ↘474      | Ивановское сельское поселение         |
| 15 | Ильмень-Суворовский | хутор           | ↗787      | Ильменское сельское поселение         |
| 16 | Каменка             | село            | ↘129      | Ковалёвское сельское поселение        |
| 17 | Капкинка            | село            | 99        | Васильевское сельское поселение       |
| 18 | Ковалёвка           | село            | ↘308      | Ковалёвское сельское поселение        |
| 19 | Молокановский       | хутор           | ↘113      | Ильменское сельское поселение         |
| 20 | Нижнекумский        | хутор           | ↗217      | Шебалиновское сельское поселение      |
| 21 | Новоаксайский       | хутор           | ↗742      | Новоаксайское сельское поселение      |
| 22 | Новоромашкин        | хутор           | 16        | Новоаксайское сельское поселение      |
| 23 | Октябрьский         | рабочий посёлок | ↗6071     | городское поселение р. п. Октябрьский |
| 24 | Перегрузное         | село            | ↘628      | Перегрузненское сельское поселение    |
| 25 | Самохино            | село            | ↘219      | Жутовское сельское поселение          |
| 26 | Советский           | посёлок         | 280       | Советское сельское поселение          |
| 27 | Тихий               | посёлок         | 38        | Аксайское сельское поселение          |
| 28 | Черноморовский      | хутор           | 174       | Шебалиновское сельское поселение      |
| 29 | Чиков               | хутор           | 375       | Заливское сельское поселение          |
| 30 | Шебалино            | хутор           | 763       | Шебалиновское сельское поселение      |
| 31 | Шелестово           | село            | 910       | Шелестовское сельское поселение       |

## Экономика
По производству зерновых культур район является лидером региона https://web.archive.org/web/20160911151609/https://news.mail.ru/economics/26940779/?frommail=1. Функционирует 11 сельскохозяйственных предприятий и 157 крестьянских фермерских хозяйств. Имеется два элеватора обеспечивающих хранение до 214 тыс. тонн зерна и с/х продукции. Октябрьский элеватор вместимостью 134 ттн, Жутовский элеватор 80 ттн.

### Транспорт
Район связан с областным центром автобусным и железнодорожным сообщением.
На территории района находится станция Жутово — грузовая станция 3 класса, клиентами которой являются предприятия Октябрьского и Котельниковского районов Волгоградской области. Здесь осуществляется погрузка и выгрузка зерна, нефти и нефтепродуктов, сельскохозяйственной техники. Через станцию Жутово курсируют более 60 грузовых и пассажирских поездов дальнего и пригородного сообщения.

## Социальная сфера
Среди объектов социальной сферы района — 6 больниц, 3 амбулатории, детская поликлиника, 22 фельдшерско-акушерских пункта,17 детских садов, 21 школа (17 средних и 4 начальных), детско-юношеский центр, 29 клубов, центр культуры и кино (кинотеатр), дом культуры, центр социальной помощи населению, 17 библиотек, детская музыкальная школа, историко-краеведческий музей.

## Достопримечательности
На территории района действует природный парк «Цимлянские пески» — территория Цимлянского природного парка составляет 85 тыс. га и включает в себя природные комплексы, прибрежную акваторию Цимлянского водохранилища, внутренние водоёмы (озера). Здесь располагаются заповедные места и урочища, имеющие большое научное, культурно-просветительское и эстетическое значение.
Имеется 32 захоронения погибших в Великой Отечественной войне, где установлены памятники, а в хуторе Верхнекумском сооружен мемориал «Стальное пламя».